# Indigofera daleoides
Indigofera daleoides är en ärtväxtart som beskrevs av William Henry Harvey. Indigofera daleoides ingår i släktet indigosläktet, och familjen ärtväxter. Inga underarter finns listade i Catalogue of Life.